# Rue de la Muette (Paris)
Pour les articles homonymes, voir Rue de la Muette.
La rue de la Muette est une ancienne voie de Paris, dans l'ancien 8e arrondissement de Paris, absorbée par la rue Léon-Frot.

## Situation
Cette rue de 443 mètres, située dans l'ancien 8e arrondissement de Paris quartier Popincourt, commençait 133-135 rue de Charonne et se terminait 156-158 rue de la Roquette. Le dernier numéro impair était le no 35 et le dernier numéro pair était le no 26. Sa longueur est de 443 m.

## Origine du nom
Elle doit cette dénomination au lieu dit « La Muette » territoire sur lequel elle fut construite et qui est indiqué dans la déclaration des censitaires du grand chambrier de France, en 1540.

## Historique
Cette rue fait partie de l'ancien chemin qui conduisait de Saint-Denis à Saint-Maur-des-Fossés en contournant par le nord. Ce détour fut supprimé en  par le percement, au travers de l'ancien couvent d'un raccourci correspondant à la partie actuelle de la rue Saint-Maur comprise entre les rues du Chemin-Vert et rue Mercœur.
Une ordonnance royale du 6 mai 1827 fixe la largeur de cette voie publique à 13 mètres. 
En 1868, la rue de la Muette est incorporée à la rue des Boulets.
Par arrêté du 18 décembre 1944, la section de la rue des Boulets comprise entre le boulevard Voltaire et la rue de la Roquette prend le nom de « rue Léon-Frot ».

## Bâtiments remarquables et lieux de mémoire
- no 10 : Communauté des Filles-de-Sainte-Marthe. Cette communauté fut instituée en 1713, par madame Élisabeth Jourdain veuve Théodon, dans le but de procurer une instruction convenable aux jeunes filles du faubourg Saint-Antoine. Le siège de cet établissement fut d'abord placé dans la grande rue de ce faubourg. En 1719 il fut transféré dans la « rue de la Muette ». Cette communauté a été supprimée en 1790[3].